# 花蓮台肥招待所
花蓮台肥招待所是位於臺灣花蓮縣花蓮市的日式木造建築，約興建於1938年，當時為日本鋁株式會社花蓮港工場的招待所。二戰後，該建築改作台灣肥料公司的高階主管宿舍，台肥後來又於該建物右側新建招待所。此建築於2004年被花蓮縣政府指定為縣定古蹟，該建物也曾是公視電視劇《後山日先照》的拍攝場景之一。

## 沿革
1935年6月，三菱財閥創立了日本アルミニウム（鋁）株式會社成立，本社位在東京市，於1937年5月在高雄市戲獅甲設立「高雄工場」（今MLD台鋁生活商場），為日本鋁株式會社的主要工廠，之後在1938年規劃在臺灣東部的花蓮港市米崙建造「花蓮港工場」，以及利用木瓜溪、清水溪的水利發電，作為工廠的電力來源。花蓮港工場的相關建設工程自同年10月展開，但因材料運輸及人力等問題，工場約在1941年11月才開始運作；而木瓜溪發電所在1943年完工，銅門發電所在同年4月完工，才使花蓮港工場有充分的運轉量能。日本鋁株式會社花蓮港工場鄰近1939年才興建完工的花蓮港，工廠周遭則是工業的聚集地，例如東邦金屬製鍊會社花蓮港工場（今台灣水泥公司花蓮廠），以及新興窒素、東洋電化、鹽水港紙漿工業會社的工廠，而工廠設立帶來的電力需求，也促使「東部電氣株式會社」在1940年成立。
二戰後，由經濟部資源委員會轄下的臺灣鋁業有限公司接收日本鋁工業的在臺資產，包含臺北出張所、高雄工場、花蓮港工場，而花蓮港工場改為花蓮辦事處。1952年2月，高雄硫酸錏公司設立花蓮辦事處，而臺灣鋁業公司在同年6月將花蓮廠的房舍撥交給高雄硫酸錏公司，並開始籌建「花蓮氮肥廠」。1956年，成立「花蓮氮肥股份有限公司」，隸屬於經濟部。1960年6月，花蓮氮肥公司被歸併台肥公司合併經營，改為「台肥第七廠」，之後在2003年停止運作，在2007年轉型為「台肥花蓮深層海水園區」，發展海洋深層水事業。

## 建築特色
此建築在二戰後由臺肥公司高階長官居住使用，屋況保存良好，現為臺肥員工宿舍及外地員工差旅使用。